# فرودگاه فورت نلسون / موبایل سیرا
فرودگاه فورت نلسون / موبایل سیرا (به انگلیسی: Fort Nelson/Mobil Sierra Airport) یک فرودگاه تعطیل است . این فرودگاه در کشور کانادا قرار دارد و در ارتفاع ۵۶۷ متری از سطح دریا واقع شده است.